# Vitsandstodityrann
Vitsandstodityrann (Hemitriccus inornatus) är en fågel i familjen tyranner inom ordningen tättingar.

## Utbredning och systematik
Fågeln förekommer i nordvästra Brasilien (lokalt längs Rio Negro och bifloder). Den behandlas som monotypisk, det vill säga att den inte delas in i några underarter.

## Status
IUCN kategoriserar arten som livskraftig.